# Herb gminy Baranowo
Herb gminy Baranowo – jeden z symboli gminy Baranowo, autorstwa Kamila Wójcikowskiego i Roberta Fidury, ustanowiony 2 czerwca 2013.

## Wygląd i symbolika
Herb przedstawia na tarczy w polu zielonym jastrzębia złotego, z uniesionymi skrzydłami, trzymającego w prawym szponie znamię bartne w formie inicjału "B".
Jastrząb wzięty został z klejnotu herbu szlacheckiego Jastrzębiec, którego używały rodziny Baranowskich z Baranowa i Budnych z Budnych. Zacios bartny symbolizuje Kurpiów, w których regionie leży gmina. Nadano mu formę inicjału "B", aby powiązać go z konkretnym terenem. Zielone pole nawiązuje do Puszczy Zielonej, zaś złota tynktura godeł to kolejne nawiązanie do bartnictwa i pszczelarstwa, które były tradycyjnymi kurpiowskimi zajęciami.

## Historia

Nieoficjalny herb gminy Baranowo od lat 90 do 2009 roku
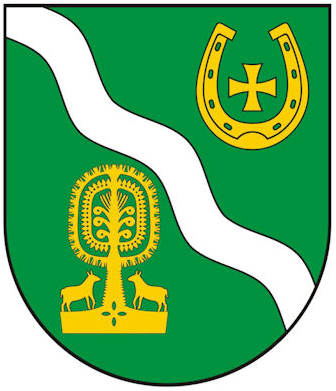
Nieoficjalny herb gminy Baranowo w latach 2009-2013
Projekt herbu gminy z 2012 roku

Jest to już trzeci herb związany z gminą Baranowo. Począwszy od lat 90 aż do 2009, gmina posługiwała się nieoficjalnym herbem, silnie inspirowanym herbem Ostrołęki. Przedstawiał on ukoronowanego orła, z tarczą z herbem Jastrzębiec na piersi. W roku 2009, gmina zleciła zaprojektowanie nowego herbu, w którym na zielonej tarczy dzielonej w skos rzeką srebrną znalazły się u góry godło Jastrzębca, zaś u dołu wycinanka kurpiowska. Rzeka miała symbolizować istniejący w gminie przemysł mleczarski. Herb ten uzyskał negatywną opinię Komisji Heraldycznej, która zwróciła uwagę na fakt nadużywania w polskiej heraldyce samorządowej godła Jastrzębca, oraz na niewłaściwy dla heraldyki motyw wycinanki. Kolejny projekt, różnił się od obecnego tym, że jastrząb stał na złotym monogramie Fryderyka Augusta I i trzymał w łapie znamię bartne w formie ostrewki. Motyw ten miał przypominać o fakcie, że wicewójtostwo w Baranowie ustanowiono już w czasach Księstwa Warszawskiego. Również i ten projekt uzyskał negatywną opinię Komisji Heraldycznej, w której zaznaczono, że opinia będzie pozytywna po usunięciu monogramu Fryderyka Augusta oraz zastąpieniu ostrewki znamieniem unikalnym dla terenu gminy Baranowo. Symbolikę związaną z Księstwem Warszawskim przeniesiono na flagę, zaś znamieniu bartnemu nadano formę stylizowanego "B". Obecny projekt herbu został przyjęty 2 czerwca 2013 roku, po uzyskaniu pozytywnej opinii Komisji Heraldycznej.